# Hélia Correia
Hélia Correia (n. 1949, Lisabona, Portugalia) este o prozatoare, poetă și traducătoare portugheză. A scris și piese de teatru.

## Biografie
Correia s-a născut la Lisabona în februarie 1949, și a crescut în Mafra, orașul natal al mamei sale. Tatăl era anti-fascist și a fost arestat înaintea nașterii ei de către regimul Salazar.
La Universitatea din Lisabona, a studiat la Filologie, limbile romanice. În acest timp, a început să publice poezie în suplimentele literare din acele vremuri, așa cum a fost Juvenil do Diário de Lisboa sub pseudonimul Mário Castrim.

## Cariera
După ce a lucrat o perioadă ca profesoară de liceu, Hélia Correia a urmat studii post universitare în teatru clasic.
Cariera literara a început în 1981 o dată cu publicarea volumului de debut intitulat O Separar das Águas. A cunoscut un rapid succes comercial și o recunoaștere a criticilor, care au lăudat-o pentru scrisul inovator, dar care a rămas legat de tradițiile literare. Ei au observat că opera sa a fost influențată de Camilo Castelo Branco și Emily Brontë, precum și unele legături cu dramele grecești antice.
Câteva dintre nuvelele sale, incluzând O Número dos Vivos (1982) și Montedemo (1983), pot fi considerate lucrări de un realism magic. Correia a acceptat aceste considerente spunând că nu poate ignora importanț realismului magic din America de Sud.
Câțiva critici au spus că operele sale de la început erau influențate de gândirea feministă franceză. Maria Teresa Horta a descris lucrările lui Correia ca "viscerale" și "primordiale".
Din anii 1990, a început să creeze lucrări teatrale. A reinterpretat miturile Greciei antice din punctul de vedere al eroinelor, precum Perdição, Exercício sobre Antígona sau O Rancor, Exercício sobre Helena.
În 2001, a apărut cea mai populară cartea a sa, Lillias Fraser, a cărei acțiune se desfășoară în perioada 1746 - 1762 și se întinde din Scoția până în Portugalia, incluzând și cutremurul din Lisabona. Cartea a câștigat premiul Portuguese PEN Club.

## Lucrări

### Ficțiune
- 1981 – O Separar das Águas
- 1982 – O Número dos Vivos
- 1983 – Montedemo
- 1985 – Villa Celeste
- 1987 – Soma
- 1988 – A Fenda Erótica
- 1991 – A Casa Eterna
- 1996 – Insânia
- 2001 – Lillias Fraser
- 2001 – Antartida de mil folhas
- 2002 – Apodera-te de mim
- 2008 – Contos
- 2014 – Vinte degraus e outros contos

### Poezie
- 1986 – A Pequena Morte / Esse Eterno Canto
- 2012 – A Terceira Miséria

### Teatru
- 1991 – Perdição, Exercício sobre Antígona
- 1991 – Florbela
- 2000 – O Rancor, Exercício sobre Helena
- 2005 – O Segredo de Chantel
- 2008 – A Ilha Encantada

### Pentru copii
- 1988 – A Luz de Newton (șapte povestiri despre culori)[7]

## Premii și distincții
- 2001 Portuguese PEN Club prize - pentru Lillias Fraser[7]
- 2006 Prémio Máxima de Literatura - pentru Bastardia[7]
- 2010 Prémio da Fundação Inês de Castro - pentru Adoecer [8]
- 2012 Premiul Casino da Póvoa - pentru volumul de poezii A Terceira Miséria[7]
- 2013 Premiul Vergílio Ferreira - pentru întreaga operă, acordat de Universitatea din Évora[7]
- 2013 Prémio Literário Correntes d'Escritas - pentru A Terceira Miséria, un tribut către Grecia.[8]
- 2015 Grand Prize Camilo Castelo Branco - pentru 20 Degraus e Outros Contos.
- 2015 Premiul Camões[3]